# Basilique Saint-André-Apôtre de Patras
La basilique Saint-André (en grec moderne : Ιερός Ναός Αγίου Ανδρέα / Agíos Andréas) est une église orthodoxe située à Patras, troisième agglomération de Grèce, dans le district régional d'Achaïe. 
La construction de l'église a commencé en 1908, sous la supervision des architectes Anastásios Metaxás puis Geórgios Nomikós, à partir de 1937 à la suite du décès de Metaxás. Elle a été inaugurée en 1974. C'est la plus grande église de Grèce et l'une des plus grandes églises de style néo-byzantin des Balkans. Elle renferme des reliques qui, d'après la légende ecclésiastique, sont celles de l'apôtre André. 
Elle a une capacité d'environ 5 500 places assises. Le dôme de l'église mesure approximativement 50 mètres de haut et est surplombé d'une croix en or de 5 mètres. Douze autres dômes entourent le dôme central, symbolisant Jésus et les douze Apôtres.